# Modlitebna Církve bratrské (Černošice)
Modlitebna Církve bratrské v Černošicích ve Středočeském kraji je moderní stavbou ve stylu organické architektury. Byla vystavěna v letech 2009–2010 podle návrhu brněnského architekta Zdeňka Fránka.
Stavba nemá sloužit pouze obci věřících Církve bratrské, ale má poskytovat i prostor pro neformální setkávání různých sociálních a generačních skupin, pořádání koncertů či klub s hlídáním dětí. Počítá se také s otevřením kavárny. Náboženským a veřejným funkcím slouží přízemí stavby, v prvním patře je situován byt kazatele a technické prostory.
„Myslel jsem na kresby Paula Kleea, který v roce 1940 vytvořil, už velmi roztřesenou rukou, sérii andělů. Klee nakreslil anděly života či smrti, pokaždé měli špičatá křídla. Chtěl jsem, aby modlitebna působila jako křídlo nebo peřina, prostě něco s peřím, které je měkké, lehké a dává teplo," vysvětluje svou inspiraci architekt Fránek.
Stavba se věřícím otevřela téměř ve stejnou dobu jako Nový kostel v Litomyšli, postavený rovněž pro Církev bratrskou. Černošická modlitebna začala sloužit 24. listopadu 2010, Nový kostel o 11 dní později – 4. prosince. Pod oběma je jako architekt podepsán Zdeněk Fránek.

## Galerie

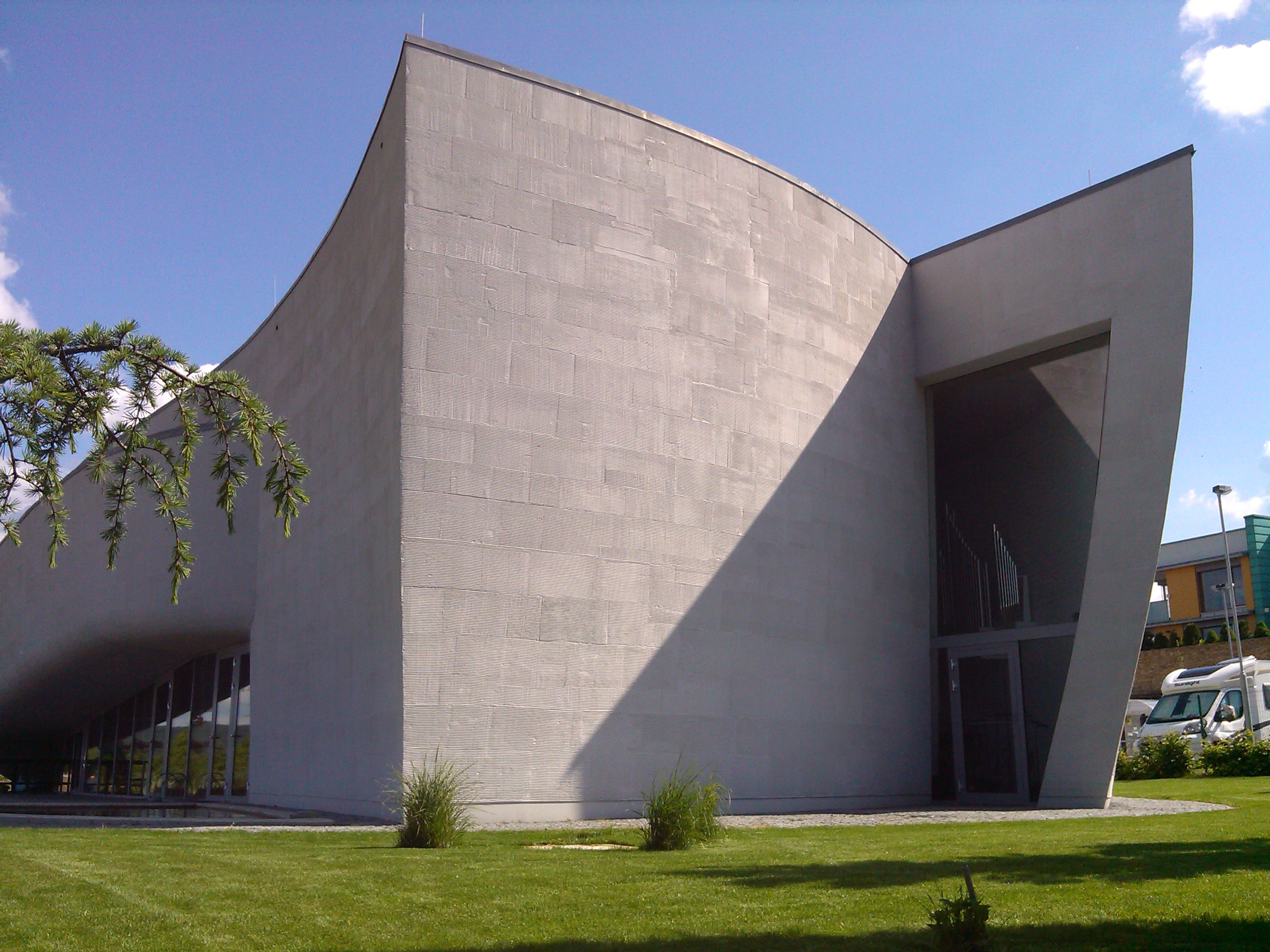
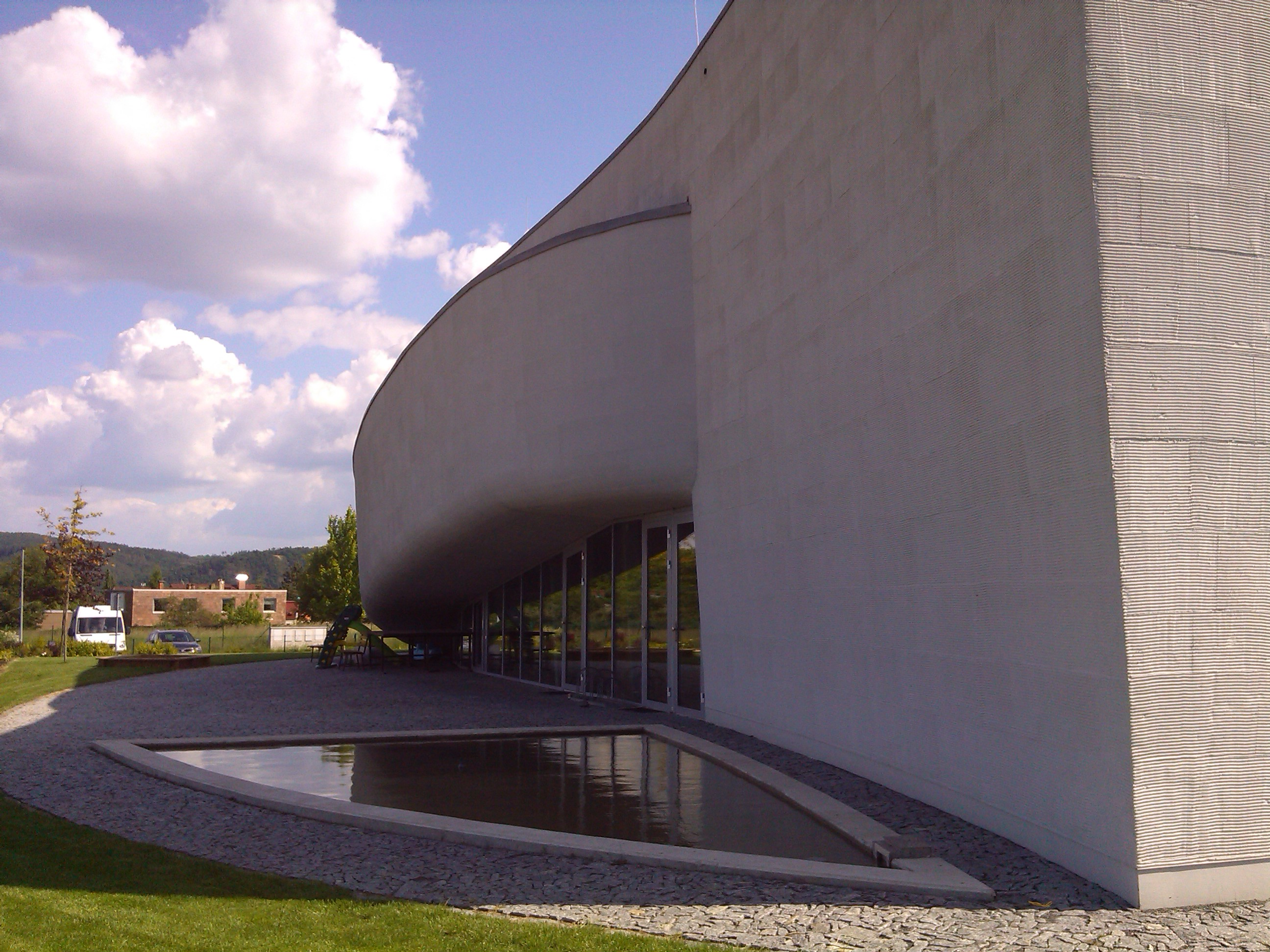